# Theatre of War
Theatre of War est un jeu vidéo de stratégie en temps réel (STR) développé par 1C Company et publié par Battlefront.com le 19 avril 2007 sur PC. Le jeu a pour thème la Seconde Guerre mondiale, et propose 5 campagnes : Américaine, Anglaise, Allemande, Russe, et Française. Il se situe à une échelle très tactique (quelques chars et une cinquantaine de soldats), et permet une gestion des compétences des unités au fur et à mesure de l'avancement dans les campagnes, et de l'expérience gagnée. Theatre of War propose un éditeur de missions, et un mode multijoueur (local ou réseau) sur 8 cartes différentes.

## Accueil
| Theatre of War |      |       |
| Média          | Pays | Notes |
| Joystick       | FR   | 6/10  |